# Joanna Olczak-Ronikier
Joanna Olczak-Roniker (sinh ngày 12 tháng 11 năm 1934) là một nhà văn  và nhà biên kịch người Ba Lan. Bà là đồng sáng lập của cabaret Piwnica pod Baranami ở Kraków.

## Tiểu sử
Joanna Olczak-Roniker sinh ngày 12 tháng 11 năm 1934 tại Warsaw. Bà sinh ra trong một gia đình người Ba Lan gốc Do Thái,. Cha bà là Tadeusz Olczak và mẹ bà là Hanna Mortkowicz (1905–1968), một nhà thơ và nhà văn nổi tiếng. Bà ngoại của bà là Janina de domo Horwitz (1875–1960) cũng là một nhà văn. Chồng bà là Jakób Mortkowicz (1876–1931), ông là một nhà xuất bản sách. Joanna Olczak-Ronikier cũng có quan hệ họ hàng với chính trị gia Maksymilian Horwitz và bác sĩ Kamilla Kancewicz.
Năm 1994, Joanna Olczak-Roniker viết một chuyên khảo về Piwnica pod Baranami. Bốn năm sau đó, bà viết tiểu sử của Piotr Skrzynecki, người đồng sáng lập cabaret này với bà. Bà cũng là biên kịch của hai vở kịch Ja-Napoleon (Teatr Dramatyczny, Warsaw; 1968) và Z biegiem lat, z biegiem dni... (Teatr Stary, Cracow; 1978).
Năm 2002, cuốn hồi ký về lịch sử gia đình của bà có tên W ogrodzie pamięci đã giúp bà giành được Giải thưởng Nike. Năm 2011, bà được nhận Giải thưởng Klio vì là tác giả của cuốn tiểu sử về Janusz Korczak có tên Korczak. Próba biografii.
Bà đã kết hôn hai lần: lần đầu với nhà báo người Đức Ludwig Zimmerer (1924–1987), họ có một con gái tên là Katarzyna Zimmerer (sinh năm 1961); bà tái hôn với dịch giả người Ba Lan Michał Ronikier (sinh năm 1939).